# Yu-Gi-Oh! 3D: Lazos a través del Tiempo
Yu-Gi-Oh! Lazos más allá del tiempo (劇場版 遊☆戯☆王 〜超融合!時空を越えた絆〜 Gekijōban Yū-Gi-Ō! Chō Yūgō! Jikū o Koeta Kizuna?) es una película en 3-D de animación y fantasía basada en la serie Yu-Gi-Oh!. Fue producida para celebrar el décimo aniversario de la serie producida por la compañía NAS, Yu-Gi-Oh! Duelo de Monstruos, y cuenta con los personajes principales de las series originales de anime Yu-Gi-Oh!, Yu-Gi-Oh! GX y Yu-Gi-Oh! 5D's respectivamente.
Se estrenó en los cines japoneses el 23 de enero de 2010, mientras que en hispanoamérica se estrenó el 5 de abril de 2012 en el canal Movie City Family (Star Fun).
La película ganó más de US$2 millones en los cines japoneses, y también se vendió bien en DVD. Sin embargo, los críticos de cine la criticaron por su limitado público, alegando que estaba estrictamente dirigida a los niños o a los fans de la serie.

## Sinopsis
Paradox, un duelista que viaja en el tiempo, roba cartas legendarias con el objetivo de alterar el pasado y evitar un futuro que considera desastroso. Tras atacar a Jaden Yūki en Venecia, es interceptado por Yūsei Fudō, quien lo obliga a huir hacia un punto anterior en la línea temporal. Jaden y Yūsei lo siguen y descubren que Paradox planea asesinar a Maximillian Pegasus durante un evento en la Ciudad Domino, donde también se encuentra Yūgi Mutō. Para impedir que el creador del Duelo de Monstruos muera y proteger la historia del juego, los tres protagonistas se enfrentan a Paradox en un duelo que decidirá el destino de su mundo.

## Trama
Mientras Yūsei Fudō reflexiona sobre la situación de la Ciudad Domino, Jack Atlas y Cuervo Hogan intentan animarlo con la idea de salir a montar en sus Duel Runners. Durante el recorrido, un misterioso duelista de Turbo llamado Paradox reta a Yūsei a un duelo. Yūsei invoca a su Dragón de Polvo de Estrellas, pero Paradox lo sella dentro de una carta y desaparece con él. Posteriormente, descubren un artículo que menciona una batalla ocurrida en el pasado, en Venecia, Italia, hecho que Yūsei sabe que no formaba parte de la historia original. Para empeorar la situación, la Ciudad Domino comienza a desvanecerse. Como consecuencia, aparece el Dragón Carmesí, otorgando a la Duel Runner de Yūsei la capacidad de viajar a través del tiempo.
En el pasado, Jaden Yūki es atacado en Venecia por versiones malignas de cartas de monstruo robadas, incluyendo al Dragón de Polvo de Estrellas. Cuando Paradox se dispone a acabar con Jaden, Yūsei Fudō y el Dragón Carmesí llegan para protegerlo. Posteriormente, Paradox huye a un momento anterior en el tiempo. Jaden le comenta a Yūsei que estaba persiguiendo a Paradox, quien robó las cartas de sus amigos. Yūsei le explica la situación y deciden unir fuerzas.
Años antes, Maximillian Pegasus organiza un torneo de duelo en la Ciudad Domino, al que acude Yūgi Mutō junto a su abuelo Solomon. Paradox utiliza sus monstruos recién adquiridos para atacar el evento con el objetivo de asesinar a Pegasus y a varios espectadores, aunque Yūgi logra sobrevivir. Entonces, Yūsei y Jaden llegan y el Dragón Carmesí los transporta a ellos y a Yugi 30 minutos atrás en el tiempo, antes del ataque de Paradox, con el fin de detenerlo, ya que la muerte prematura de Pegasus alteraría drásticamente el curso de la historia. Tras conocer las acciones de Paradox, Yūgi decide unirse a ellos, permitiendo eventualmente que su alter ego Yami tome el control.
El trío se enfrenta entonces a Paradox, quien revela que proviene de un futuro distópico muy posterior al de Yūsei, en el que el mundo está en ruinas y sumido en la nada. Afirma que la única forma de corregirlo es eliminando Duelo de Monstruos de la historia. Sin embargo, los tres héroes le advierten que, al hacerlo, todos los eventos futuros y las personas relacionadas con el juego también desaparecerán, y lo desafían a un duelo.
Combinando el poder de sus monstruos, Yūgi, Jaden y Yūsei logran derrotar a Paradox. Tras el duelo, los tres se despiden y prometen volver a encontrarse algún día. Jaden y Yūgi regresan a sus respectivos periodos de tiempo. La Ciudad Domino vuelve a la normalidad, y Yūsei retorna a su propia era, optimista respecto a lo que le depara el futuro.

## Reparto
| Personaje                     | Actor de voz Japonés     | Actor de voz Colombiano       |
| ----------------------------- | ------------------------ | ----------------------------- |
| Yūsei Fudō                    | Yuya Miyashita (RUN&GUN) | Sebastián Saldarriaga         |
| Jaden Yuki (Judai Yuki)       | KENN                     | Didier Rojas                  |
| Yugi Mutō Yami Yugi/Atem      | Shunsuke Kazama          | Andrés Palacio Alexander Páez |
| Paradox                       | Atsushi Tamura           | Carlos Villegas               |
| Jack Atlas                    | Takanori Hoshino         | Camilo Rodríguez              |
| Cuervo Hogan                  | Shintaro Asanuma         | Carlos Alberto Ramírez        |
| Akiza Izinski (Aki Izayoi)    | Ayumi Kinoshita          | Renata Vargas                 |
| Luna (Luca)                   | Yuka Terasaki            | Diana Carolina Suárez         |
| Leo (Lua)                     | Ai Horanai               | Javier Rodríguez Castellanos  |
| Lyman Banner (Daitokuji)      | Kappei Yamaguchi         | Wolfang Galindo               |
| Yubel                         | Hiromi Tsuru             | Klaudia Kotte                 |
| Solomon Mutō (Sugoroku Mutou) | Tadashi Miyazawa         | Gabriel Vanegas               |
| Maximillian Pegasus           | Jiro Jay Takasugi        | Harold Leal                   |

## Desarrollo y lanzamiento
En julio de 2009, Yu-Gi-Oh! 3D: Lazos a través del Tiempo se anunció por primera vez a través de las revistas de Shueisha como un cortometraje que se proyectaría en el Jump Super Anime Tour para celebrar el décimo aniversario de la serie de anime Yu-Gi-Oh! Duelo de Monstruos. En el número de noviembre de la revista V Jump, se reveló que la animación sería una película en 3D. Las imágenes de la película, sin embargo, se produjeron originalmente en 2D, y luego fueron convertidas a 3D por la empresa Qtec.  El efecto 3D se acentúa en las escenas en las que se utilizan gráficos por ordenador, como en la escena en la que aparecen los Duel Runners y las cartas.
El sitio web oficial de la película publicó un tráiler de 65 segundos en septiembre de 2009, y un tráiler de 139 segundos en diciembre. El 21 de enero de 2010, antes del estreno de la película, se publicó una guía titulada Yu-Gi-Oh! 10th Anniversary Animation Book bajo la línea V Jump Books de Shueisha. Contiene una entrevista con Kazuki Takahashi el autor del manga original de Yu-Gi-Oh! e información sobre la historia y los personajes de la película y se acompañaba de un póster de la película. La película se estrenó en Japón el 23 de enero de 2010; los asistentes al estreno recibieron una carta promocional del Dragón Negro de Ojos Rojos. La película tuvo un reestreno en Japón que se celebró el 20 de febrero de 2011, en el que se incluyeron diez minutos extra en 2D. Yu-Gi-Oh! 3D: Lazos a través del Tiempo fue lanzado en DVD y Blu-ray Disc el 15 de junio de 2011 por una asociación entre King Records, Marvelous Entertainment, y Pony Canyon.

## Producción
En la producción de la película participaron miembros del personal de las distintas series de televisión de Yu-Gi-Oh. Shin Yoshida, guionista de la película, trabajó en Yu-Gi-Oh! Duelo de Monstruos, Yu-Gi-Oh! GX, y Yu-Gi-Oh! 5D's. Masahiro Hikokubo se encargó de la composición de los duelos para la película, como ya hizo anteriormente para GX y 5D's.  Kenichi Takeshita, el director de 5D's, pasó a dirigir Yu-Gi-Oh! 3D: Lazos a través del Tiempo.  Las mismas productoras de todos los animes, Studio Gallop y Nihon Ad Systems, participaron en la película. La música de la película fue compuesta por Yutaka Minobe y el Wall 5 Project, ambos responsables también de las canciones de 5D. El tema musical principal de la película es "Makemagic" del grupo de Atsushi Tamura Jealkb.

### Localización y lanzamiento
Se produjo un doblaje al español hispanoamericano en Colombia, realizado por el estudio Provideo S.A. bajo la dirección de Fabio Rodríguez. Este doblaje se utilizó para su emisión por televisión de paga a través del canal Movie City Family (actualmente conocido como Star Fun), donde se transmitió por primera vez el 5 de abril de 2012. 

## Recepción
Yu-Gi-Oh! 3D: Lazos a través del Tiempo debutó en el puesto número seis en las listas de taquilla japonesas, recaudando más de US$1 millón en su primera semana en alrededor de 124 salas. Recaudó 2.017.928 dólares en los cines japoneses, lo que la convierte en la película número 125 con mayor recaudación estrenada en Japón en 2010. Los lanzamientos en DVD y Blu-ray de la película alcanzaron el número dos en las listas de más vendidos de sus respectivos medios. En la primera semana, la edición en DVD ha vendido 5.488 copias, mientras que en el mismo periodo se han vendido 4.653 copias en Blu-ray.Cuando fue transmitida por TV Tokyo en 2014, la película obtuvo un índice de audiencia televisiva del 0,3 por ciento.